# Arroyo del Talar (Arroyo Don Esteban Grande)
Der Arroyo del Talar ist ein Fluss in Uruguay.
Er entspringt auf dem Gebiet des Departamento Río Negro. Von seiner Quelle im Wesentlichen in östliche Richtung verlaufend, mündet er als rechtsseitiger Nebenfluss in den Arroyo Don Esteban Grande.